# Addiction Crew
Addiction Crew — итальянская ню-метал/рэпкор группа, основанная в 1996 году.

## История группы
Addiction Crew была основана в 1996 году. Через два года был издан первый дебютный альбом под названием Just To Hurt.
В 2001 году был издан второй альбом группы под названием Doubt The Dosage (с участием  Игоря Cavalera в песне «Inside»).
В 2003 году к группе присоединяется вокалистка Марта Инноченти.
В 2004 году группа издает третий альбом Break In Life.
В 2008 году группа выпустила четвертый альбом Lethal.

## Состав группы
- Марта Инноченти (Marta Innocenti) — вокал
- Alex Guadagnoli — вокал, гитара
- Maxx C. — бас-гитара
- Luca Canali — барабаны

## Дискография

### Альбомы
| # | Название         | Год  | Лейбл              |
| - | ---------------- | ---- | ------------------ |
| 1 | Just To Hurt     | 1998 | H&R Records        |
| 2 | Doubt The Dosage | 2001 | Silly Prodz        |
| 3 | Break In Life    | 2004 | Earache Records/RB |
| 4 | Lethal           | 2008 | Aural Music        |

### Видео
| # | Название     | Год  | Альбом           |
| - | ------------ | ---- | ---------------- |
| 1 | «Download»   | 2001 | Doubt the Dosage |
| 2 | «What About» | 2004 | Break in Life    |